# Кафтырев, Василий Иванович (ландрат)
В Википедии есть статья о Кафтыревых.
Кафтырев Василий Иванович (1665 — 1729) — стольник, ландрат Киевской губернии, владимирский воевода, советник Камер-конторы Святейшего Синода в ранге полковника.
В. И. Кафтырев был дедом светлейшего князя графа Г. А. Потёмкина — Таврического по линии его матери — статс-дамы двора Екатерины II Дарьи Васильевны Потёмкиной, урождённой Кафтыревой (1704—1780).

## Служба
В службе с 1687 в «житье»; жилец в 1687—1700; из жильцов произведен поручиком полковой службы в 1700; отставлен от полковой службы в 1700/01; дворянин посольства князя Дмитрия Михайловича Голицына в Турции в 1701—1704; «у дел» в Новгороде в 1704; белгородский комендант в 1713 — [1715]; ландрат [Обоянской провинции] Киевской губернии в 1715—1719; воевода Владимирской провинции 22.08.1719 — 10.1722.
Будучи ландратом Киевской губернии, в июне 1718 царским указом назначен членом следственной комиссии (в Киеве) гвардии капитана Богдана Скорнякова — Писарева, по делу царевича Алексея Петровича; участвовал в обысках и аресте митрополита Киевского Иоасафа Кроковского, который, во время этапа в С.-Петербург, скончался в Твери (1.07.1718). По должности ландрата, в том же — 1718 г., за отсутствием губернатора кн. Д. М. Голицына некоторое время управлял Киевской губернией на правах вице-губернатора.
Будучи владимирским воеводой, конфликтовал с архимандритом Московского Златоустовского монастыря Антонием, по делу о сборе двойных окладных денег с раскольников без ведома Синода и высылке собранных денег в Московскую рентерею Камер-коллегии Синода, вместо Приказа церковных дел. Во Владимире с воеводской канцелярией жил на местном Синодальном дворе, разместившись там на основании указа Сената и отказался покидать Владимирский синодальный двор по требованию Духовного ведомства. По высочайшему указу, в 1721—1722 проводил опись и снятие копий с переписных книг, жалованных грамот и рукописей, хранящихся при церквах и монастырях Владимирской провинции, и их отсылку в Сенат.
С 9 марта 1723 из царедворцев определён «к делам до сочинения штата» присутствия Монастырского приказа; из Герольдмейстерской канцелярии отослан в Святейший Синод, и, по приговору Синода, «отослан к делам в Приказ» (12-19.03.1723); с 28 марта 1723 вступил в службу в Монастырском приказе «за советника» и «всякие дела в нём отправляет, но жалованья за службу не получает, от чего пришел в крайнее оскудение, так что вынужден был продать свою кинишемскую деревню для уплаты долгов»; в январе 1725, в связи с преобразованием Монастырского приказа, по новым штатам назначен (начиная с декабря 1724) советником Камер-конторы Синода (впоследствии — Коллегия экономии Синода); в марте 1725 учинен ему оклад по рангу армейского полковника; с 15 июля 1726 — управляющий в звании «за советника» судными делами Камер-конторы Синода, сменив на должности её президента — Кирилла Лаврентьевича Чичерина, назначенного членом Коллегии экономии Синода; указом Верховного тайного совета от 13.10.1727 года, уволен «за старостью» от службы по Духовному ведомству и от других дел; умер в 1729 году. В должности советника синодальной Камер-конторы, совместно с другими чиновниками ведомства, заверил духовную грамоту (13.10.1725) бывшего подьячего Соляной конторы Ивана Никифорова Румянцева, чьим душеприказчиком и наследником был назначен президент Камер-конторы Синода К. Л. Чичерин.

## Помещичьи владения
За В. И. Кафтыревым недвижимое имение, состоящее: в Костромском у., Осецкого стана, сельцо Балакирево с деревнями и пустошами, да в Гидомском и Сущеве станах ½ сельца Барщевой (Ям тож); да в Галицком у., в Корежской волости, ½ село Прокунина с деревнями и пустошами; по заручной челобитной от 3.09.1723 в Вотчинную коллегию, наследницей указанного имения определил младшую дочь — Д. В. Скуратову, кроме ¼ того имения, наследницей которого определена жена — Ирина Петровна. После смерти В. И. Кафтырева три четверти того имения отошли к дочери, а четверть отошла мачехе Д. В. Потёмкиной — Ирине Петровне.
В октябре 1732 года недвижимое имение умершего стольника В. И. Кафтырева в Андомском и Сущеве станах Костромского у., ½ дер. Борщева, ½ пустоши Ям, ½ дер. Анцыфорова, жеребей пустоши Бычкова «с шестым жеребьем», заимища Пенкова, в них пашни 32 четверти, да в Никольской слободке ½ деревни Иванищевой, ¼ деревни Пашукова, в них пашни 10 четвертей, да в Андомском стане пустошь Филипцова четыре четверти, жеребей деревни Шелоховой шесть четвертей с осминой, да в Сущеве стане ½ деревни Иванищевой семь четвертей, итого 62 четверти с осминой в поле, а в дву потому ж, были даны жене его, Васильевой, вдове Ирине Петровне, по полюбовному разделу падчерицы её, а его Васильевой дочери Дарьи майора Александровой жены Васильева сына Потемкина.
Московский домовладелец, в 1710-х — 1720-х владел двумя дворами. По купчей от 9 июля 1725 года, от Федосьи Ивановны Коптяжиной, вдовы обер-директора портовых таможен Ивана Фёдоровича Коптяжина, купил двор, на белой земле, за Никитскими воротами в Земляном городе, по нечетной стороне Большой Никитской улицы, в приходе церкви Вознесения Господня («Малое Вознесение»). После его смерти владельцем дома становится зять — майор Александр Васильевич Потёмкин, а после смерти Потёмкина в отцовском доме поселилась переехавшая жить из смоленского имения в Москву вдова Д. В. Потёмкина с пятью дочерями и сыном — Г. А. Потёмкиным. Впоследствии часть участка, где находился дом В. И. Кафтырева (так называемый «малый дом» статс-дамы Д. В. Потёмкиной), был застроен комплексом церкви Вознесения Господня за Никитскими воротами («Большое Вознесение»).

## Семья
- Отец — Иван Павлович Кафтырев (? — ок. 1691), жилец в 1664, дворянин московский в 1678 г. Участник Чигиринских походов (1677 и 1678) и обороны Киева (1679 и 1680) кампаний Русско-турецкой войны 1672—1681 гг. Будучи на государевой службе, претерпел убытки и разорение поместья и вотчины вследствие бегства крепостных, в связи с чем подавал челобитные о сыске и возвращении беглецов[27]: в ноябре 1682 подписался под челобитной служилых людей московских и городовых чинов царям Иоанну и Петру Алексеевичам об издании указа о проведении сыска беглых людей и крестьян и отсрочке в уплате государственных налогов с оставшихся крестьян до возвращения беглых[28]; в марте 1691, по-видимому, он же (без указания отечества) подписался под аналогичной челобитной служилых людей московских и городовых чинов о посылке сыщиков для поимки беглых людей, крестьян и бобылей и усилении борьбы с крестьянскими побегами[29]. Помещик Костромского и Клинского у. Был женат на девице Наталье Григорьевне Шаховой, дочери костромского помещика Григория Шахова и его жены — Федо́ры, вдовы в 1664; 22 марта 1664 вдова Федо́ра Шахова, Григорьева жена, тёща жильца Ивана Павлова Кафтырева и сокольника Мины [Иванова сына] Теряева[30], прожиточным её поместьем, что дано ей из поместья мужа в Костромском у., в сельце Клыгин Дор, в деревне Потепенке, в деревне, что был починок Огрызков, в деревне, что была пустошь Калиноева [Калинино тож], да в Кулиской волости, в пустоши Поросятеве, да в Андомском стане, в деревне Боршево, в пустоши Ям на речке Воре, да в Сущове стане, в деревне Анцыфорово, в пустоши Бочково с заимищем Пенковым, поступилась зятьям своим, И. П. Кафтыреву и М. И. Теряеву; в марте 1690 года сокольник М. И. Теряв своим костромским поместьем и вотчиной, кроме своей поместной деревни Маркова, поступился племяннику своему, жильцу В. И. Кафтыреву[31].
- Мать — девица Наталья Григорьевна Шахова, костромская помещица[15].
- Первая жена — Прасковья Фёдоровна Коробкина, урождённая Березникова (? — до 1709), дочь дворянина московского Фёдора Ивановича Березникова и вдова стряпчего Василия Фёдоровича Коробкина (? — 1690), в первом браке (1681) от которого имела дочь — Фёклу Васильевну. Выйдя в 1681 замуж за В. Ф. Коробкина, девица П. Ф. Березникова от отца получила в приданое село Лыткино Галицкого у. Овдовев в 1690 г. и воспитывая малолетнюю дочь — Фёклу Васильевну, 31 декабря 1692 вторым браком вышла замуж за жильца В. И. Кафтырева[32].
  - Падчерица — девица Фёкла Васильевна Коробкина (после 1681 — после 1739), в замужестве Нелидова, единокровная, по матери, сестра статс-дамы Дарьи Васильевны Потёмкиной. С 19 ноября 1709 вышла замуж за Фёдора Борисовича Нелидова, будущего капитана Навагинского пехотного полка[33], получив в приданое от отчима — стольника В. И. Кафтырева, село Лыткино Галицкого у[32].
  - Дочь от первого брака — девица Дарья Васильевна Кафтырева (1704—1780)[34]. В первом браке Скуратова, около двух лет (1722—1724) была замужем за капитаном и цалмейстером Адмиралтейств-коллегии, вдовцом[35] Иваном Ивановичем Скуратовым[36], в июле 1724 умершего на службе в Астрахани, его вторая жена. Брак бездетен. По первому браку приходилась мачехой гардемарину (1720) первого выпуска (1719—1721) С.-Петербургской Морской академии Алексею Ивановичу Скуратову (1709[37] — 1768)[38]. Во втором браке — Потёмкина. Овдовев, в период осени 1724 — осени 1726 годов[39] вышла замуж за капитана Ростовского драгунского полка, вдовца[40] Александра Васильевича Потёмкина, его вторая жена. Мать светлейшего князя графа Г. А. Потёмкина и его пятерых сестёр. В январе 1776 года пожалована в почётное придворное звание статс-дамы двора императрицы Екатерины II, однако, благодаря преклонному возрасту и тому совершенно особому положению, которое в государстве занимал её сын, её позволено было жить в Москве. Екатерина II при рескриптах, «иногда собственноручных, присылала ей подарки: часы, перовники, флакончик в футляре, табакерку из кости с портретом, все осыпанные бриллиантами; о последней сказано, что собственных трудов на память». Умерла в 1780, «бальзамированное тело её, за невозвращением отправленного к сыну эстафета, оставалось в домой церкви. 13 августа [1780] с большим великолепием совершилось отпевание у Большого Вознесения, что на Никитской <…> и препровождено в подмосковное село Хорошево, а зимним путём перевезено в Смоленскую губернию. Потёмкина была прекрасна у умна. Таврический в чертах лица имел с нею большое сходство <…> Копии с 11-ти рескриптов Екатерины к Дарье Васильевне погибли в 1812 году»[41].
- Вторая жена — Ирина Петровна. Второй брак бездетен.
- Сестра — Анна Ивановна Зворыкина, урождённая Кафтырева. Помещица деревни, что был починок Огрызков, ½ пустоши с жеребьем, что пожня Вязовка, написанной к сельцу Клыгин Дор, в Осецком стане Костромского у., близ села Воскресенского, Любимской осады Осецкого стана, вотчины костромского Шеренского монастыря. Была замужем за драгуном Авраамом [Абрамом] Никитичем Зворыкиным [Зварыкиным], в 1709 убитым под Полтавой. В браке имела единственного сына — Григория, который принял монашеский постриг с именем Георгия и стал монахом Саровской пустыни. По челобитной племянницы её родной, майорши Дарьи Васильевны Потёмкиной, вышеуказанное её имение в Осецком стане, в декабре 1732 было отказано в пользу племянницы — Д. В. Потёмкиной[42].
  - Племянник — Григорий Авраамович [Абрамович] Зворыкин[43] (1707[44] — 10.03.1745[45]), в монашестве Георгий. Двоюродный брат Д. В. Потёмкиной и двоюродный дядя светлейшего князя графа Г. А. Потёмкина — Таврического. Биография Г. А. Зворыкина интересна тем, что он был «чародеем и безбожником», выдумавшим легенду о своём договоре с дьяволом, с последующим саморазоблачением, которое привело его и связанных с его делом лиц к печальным последствиям. Согласно сказке, оставшись сиротой в возрасте 2-х лет, воспитывался матерью в её имении, сельце Погорелках, Костромского у. С помощью соседского дьячка мать обучила его грамоте, а затем, с помощью пленных шведов, латинскому и немецкому языкам, и арифметике. Был хорошо знаком с семьей дяди — стольника В. И. Кафтырева, в доме которого неоднократно гостил; в 1724 приехал в Москву к В. И. Кафтыреву «для приискания места»; по протекции дяди, принят в службу «по письменной части и для изучения геральдики» к графу Францу Матвеевичу (Франциску Ивановичу) Санти (1683—1758); после отъезда графа в С.-Петербург был приглашен к нему на службу в столицу. В это же время (1724—1725), как следует из показаний Г. А. Зворыкина, в Москве, а затем в С.-Петербурге, начались развиваться мистические события, связанные с его отступничеством от Христа и связями «с бесами», которыми руководил некий «немчин» Вейц, которого «бесы» называли «князем». Этот мистический «князь тьмы» немчин Вейц снабжал двоюродного брата Д. В. Потёмкиной деньгами для «распутной» жизни в столице, «обучал его иностранным языкам и геральдике», и говорил: «если б ты последовал моей воле несумнительно и постоянно[46], то я сделал бы тебя и знатным, и богатым, и дал бы тебе в услужение двоих бесов». Устыдившись греха, отпросился у графа Санти в деревню; со святок 1725 и до масленицы 1726, с матерью гостил в доме её брата — В. М. Кафтырева; в Великий пост 1726 исповедался в грехах священнику своего имения в сельце Погорелках и решил вступить в монашество; по пути на богомолье в Киев заболел, и, находясь при смерти, неким странствующим иеромонахом Иоанном был пострижен с именем Георгия; странствовал по монастырям, однако, не имея официальных паспорта и указа Синода о пострижении, нигде не был принят в братию; в марте 1728 явился в Московскую дикастерию с челобитьем об определении в Саровскую или Флорищеву пустынь, где уже бывал во время странствований, и в Дискатерии дан ему указ на жительство во Флорищевой пустыни; не прожив там и года, просился в Саровскую пустынь, на что получил согласие монастырского стройщика иеромонаха Иосия (в миру Яков Самгин, происходивший из елатомского купечества), ставшего духовным отцом Георгия; жил в Саровской пустыни до 1731, когда приехал в Москву, и принят был, по просьбе своих родственников[47], духовником императрицы Анны Иоанновны, сергиевским архимандритом Варлаамом, и «жил при его кельях несколько месяцев, а потом опять уехал в Саровскую пустынь»; находясь, по монастырским делам, с саровским иеромонахом Иоанном в Москве, в декабре 1733 явился с покояным раскаянием и самообличением к архиепискому Ростовскому Иоакиму, возглавлявшего Московскую синодальную Камер-контору, заявив о своём грехопадении и прося у Е. И. В. милосердия, а у Священного Синода «рассуждения» о дозволении окончить жизнь в покаянии в Саровской пустыни. По его аресту и обыску, об отступничестве от христианства и сношениях с нечистым духом, Московской конторой Тайной канцелярии, которой руководил граф С. А. Салтыков, было открыто следствие, положившее начало огромному делу о монахах Саровской и Берлюковской пустынь, длившегося много лет. По результатам предварительного следствия, в начале 1734 года Г. А. Зворыкина и других арестованных монахов перевели в С.-Петербург, где их делом занялись Священный Синод и Тайная канцелярия, в чьих руках дело монаха Георгия «о бесах» превратилось в дело о государственном заговоре против монаршей власти с целью возмущения народа и возведения на престол Елизаветы Петровны. Следствие возглавил знаменитый Феофан Прокопович. Зворыкин признался в сочинении легенды о преследовании князем Тьмы[48] и стал главным заговорщиком; 31 августа 1734 его лишили монашеского сана, и он стал, по-прежнему, Григорием Зворыкиным. Указом Синода от 17.01.1735 ликвидировали Берлюковскую пустынь и её московское подворье, распределив монахов и «трудников» по другим монастырям. Привлекли к следствию многих лиц, включая бывшего кабинет-секретаря и доверенное лицо Петра I, действительного тайного советника А. В. Макарова, занимавшего в ту пору должность президента Коммерц-коллегии. В коечном итоге, распутывая «заговор» Зворыкина и К° (дело монахов Саровской пустыни), Феофан и глава Тайной канцелярии А. И. Ушаков добрались до ближайшего окружения принцессы Елизаветы Петровны и её самой. Принцессу заподозрили в распространении идей против императрицы Анны Иоанновны и её окружения через постановки «комедий», которые Елизавета Петровна устраивала в Москве, в селе Покровском, и в С.-Петербурге, на Смольном дворе. Сыск и следствие с саморазоблачения Зворыкина длились пять лет. Указом Е. И. В. от 13.12.1738, расстригу Г. А. Зворыкина, вместо смертной казни, приговорили к битью кнутом «нещадно» и, с вырезанием ноздрей, к вечной ссылке на работы в Охотский острог; к суровым наказаниям были приговорены другие расстриженные монахи Саровской и Берлюковской пустынь. Бывший кабинет-министр Петра I А. В. Макаров с женой и детьми содержался под домашним арестом с 29.11.1734 по 1740 г., когда его полностью оправдали и вскоре после того он скончался. После воцарения регентши-правительницы Анны Леопольдовны в 1740 и императрицы Елизаветы Петровны в 1741 годах последовали манифесты о возвращении из ссылок саровцев и берлюковцев, осужденных по делу Зворыкина и К°; в 1744 монашество было возвращено самому Г. А. Зворыкину, и он определён, по-прежнему, на жительство в Саровскую пустынь. Однако, менее чем через год, 22.03.1745 последовало определение о том, чтобы его и других монахов вновь разослать по тем местам, откуда они возвращены. А. Г. Зворыкин умер 10.03.1745, прежде, чем последовало о нём определение, и ему не пришлось возвращаться в Охотск[49].
- Брат — Кафтырев Фёдор Иванович, костромской и галичский помещик, умер до 1723 г. бездетным. После смерти его имение отошло к брату — Василию.

## Происхождение
Со смертью В. И. Кафтырева родословная линия (Фёдор — Есип — Григорий — Кирилл — Павел — Иван — Василий — Дарья) предков статс-дамы Д. В. Потёмкиной по мужской линии прервалась. Она не отражена в подлинной родословной росписи рода Кафтыревых (старшая линия), поданной в конце XVII в. в Палату родословных дел. Не отражена она и в более поздних родословных XVIII—XIX вв. линий рода Кафтыревых по Костромской, Тверской, Псковской, Вологодской, Ярославской и Рязанской губерниям. Родоначальник — костромской сын боярский Есип Фёдоров сын Кафтырев, в августе 1538 указной грамотой великого князя Московского Ивана IV Васильевича населению Костромского и Вологодского уездов был утвержден в должности стройщика г. Любима и любимского городового приказчика, возглавив местное самоуправление новопостроенной крепости, центра будущей Любимской осады Костромского у. Хронологические рамки службы Есипа свидетельствуют о том, что его отец — Фёдор Кафтырев, жил на рубеже XV—XVI вв. Возможно, Есип был одним из сыновей Фёдора Васильева сына Кафтырева, в апреле 1511 жалованного великим князем Московским Василием III Ивановичем в кормление наместничеством в городке Орлов на Вятке. От орловского [на Вятке] наместника Ф. В. Кафтырева, имевшего, согласно родословной XVII в., сыновей Никиту и Ивана, и ведётся роспись старших и младших ветвей рода Кафтыревых по различным губерниям. Однако, исследователями отечественной истории доказано, что роспись рода Кафтыревых XVII в. включает в себя, кроме сочиненной легенды о выезде общего предка на службу к князю Александру Невскому, интерполированные, неполные и противоречивые сведения. Родословная XVII в. не дает ответа на связь между различными представителями рода Кафтыревых, чьи службы, поместные и вотчинные владения, известны, по документальным источникам, на протяжении XV—XVI в. Более поздние родословные Кафтыревых по разным губерниям интерполированы, или не связаны, с родословной XVII в.